# اشتقاق كبير
الاشتقاق الكبير
هو أن يكون بين اللفظين تناسب في اللفظ والمعنى دون الترتيب، نحو جبذ من الجذب.